# Sint-Laurentiuskerk (Kimswerd)
De Sint-Laurentiuskerk is een kerkgebouw in Kimswerd in de Nederlandse provincie Friesland.

## Beschrijving
De kerk was gewijd aan Laurentius. Met de bouw van de eenbeukige kerk van tufsteen werd in de 11e eeuw begonnen, waarmee het de oudste nog bestaande kerk van Friesland is. Het schip werd in de 12e eeuw verhoogd. Het vijfzijdig gesloten koor kwam in de 13e eeuw tot stand.
Boven de ingang van de noordzijde bevindt zich een in rode zandsteen uitgevoerde timpaan (12e eeuw of 13e eeuw), gemaakt van een sarcofaagdeksel en versierd met een mannenkop en rankenmotief. De kerk heeft later verschillende veranderingen ondergaan, zoals de beklamping van de zuidgevel.
In 1516 brandde de kerk uit. De kerk werd in 1517 hersteld; hierbij werden zowel het kerkgebouw als de zadeldaktoren verhoogd.
De klok uit 1515 is gegoten door Geert van Wou. Het orgel uit 1858 is gebouwd door Willem Hardorff.
Het interieur wordt gedekt door een houten tongewelf. Interieur en inventaris zijn in 1695 in opdracht van de toenmalige grietman van Wonseradeel, Tjaert van Aylva, in laat-maniëristische stijl vernieuwd. Hiertoe behoren de betimmeringen, de koorafscheiding, de preekstoel met gesneden Bijbelse taferelen tussen getordeerde kolommen, het doophek, de kerkbanken met gesneden wangstukken en een overhuifde herenbank met de wapens van de families Tiara en Van Heemstra. Volgens meerdere bronnen zou de vernieuwing gefinancierd zijn door Ida van Tiara. Volgens Reinder Politiek wordt hierover niets vermeld in haar testament. Hij veronderstelt dat zij voor haar dood een bedrag hiervoor heeft gegeven aan Tjaert van Aylva.
Verder bevat de kerk een door Jacob Lous gebeeldhouwde zerk (1614) op het graf van de familie Van Heemstra. In 2011 werd de kerk gerestaureerd.

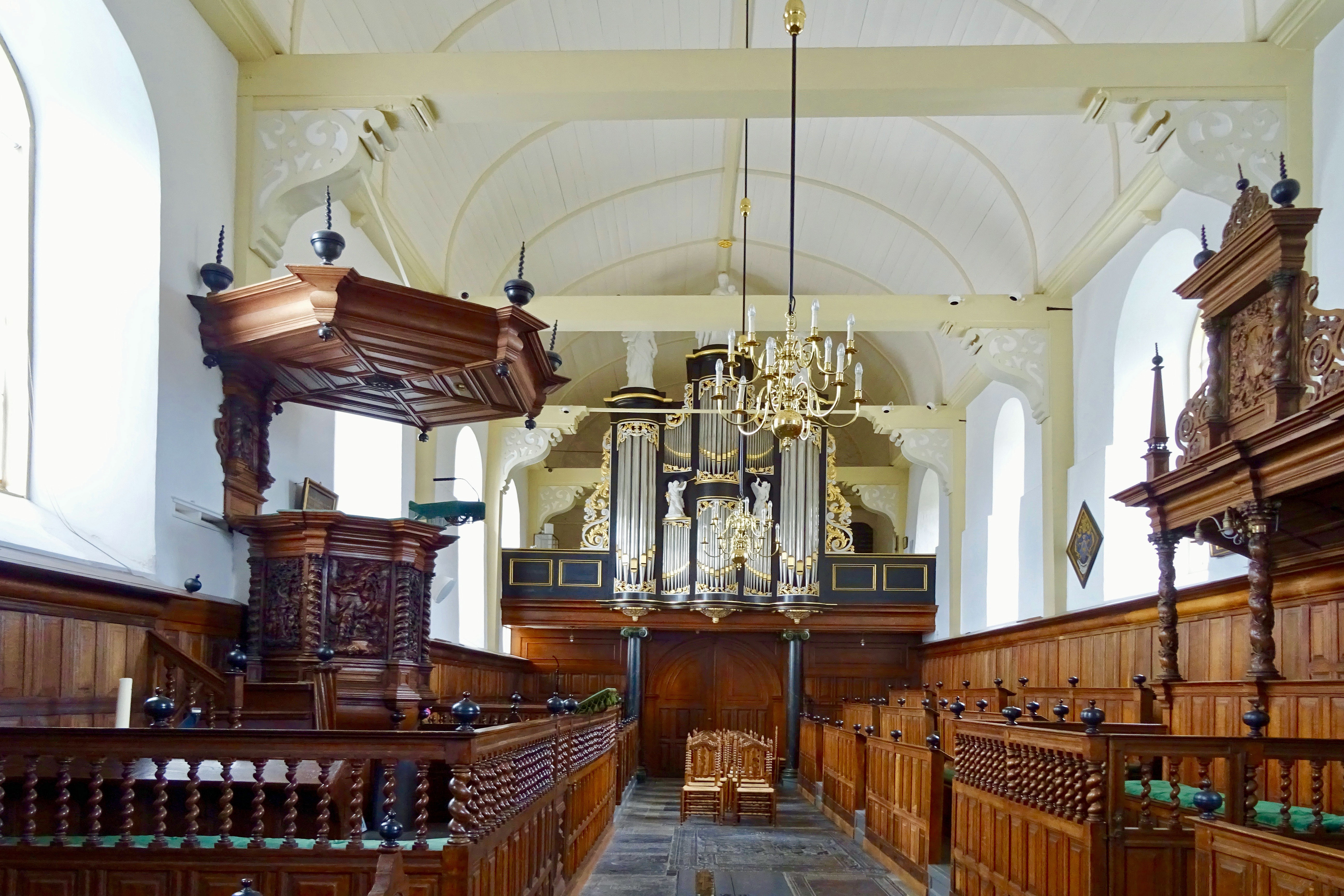
Interieur met orgel en preekstoel
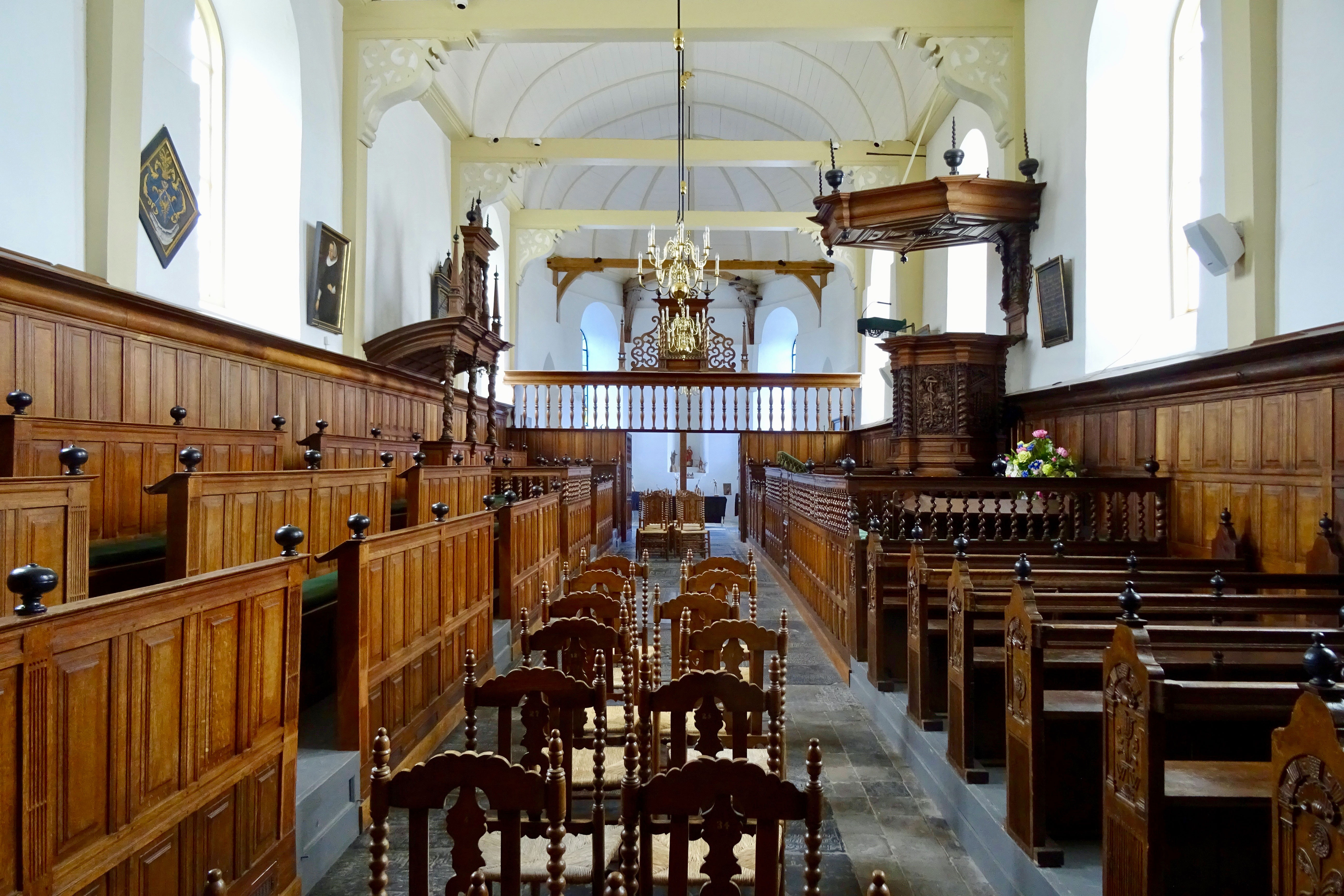
Interieur met preekstoel naar het oosten
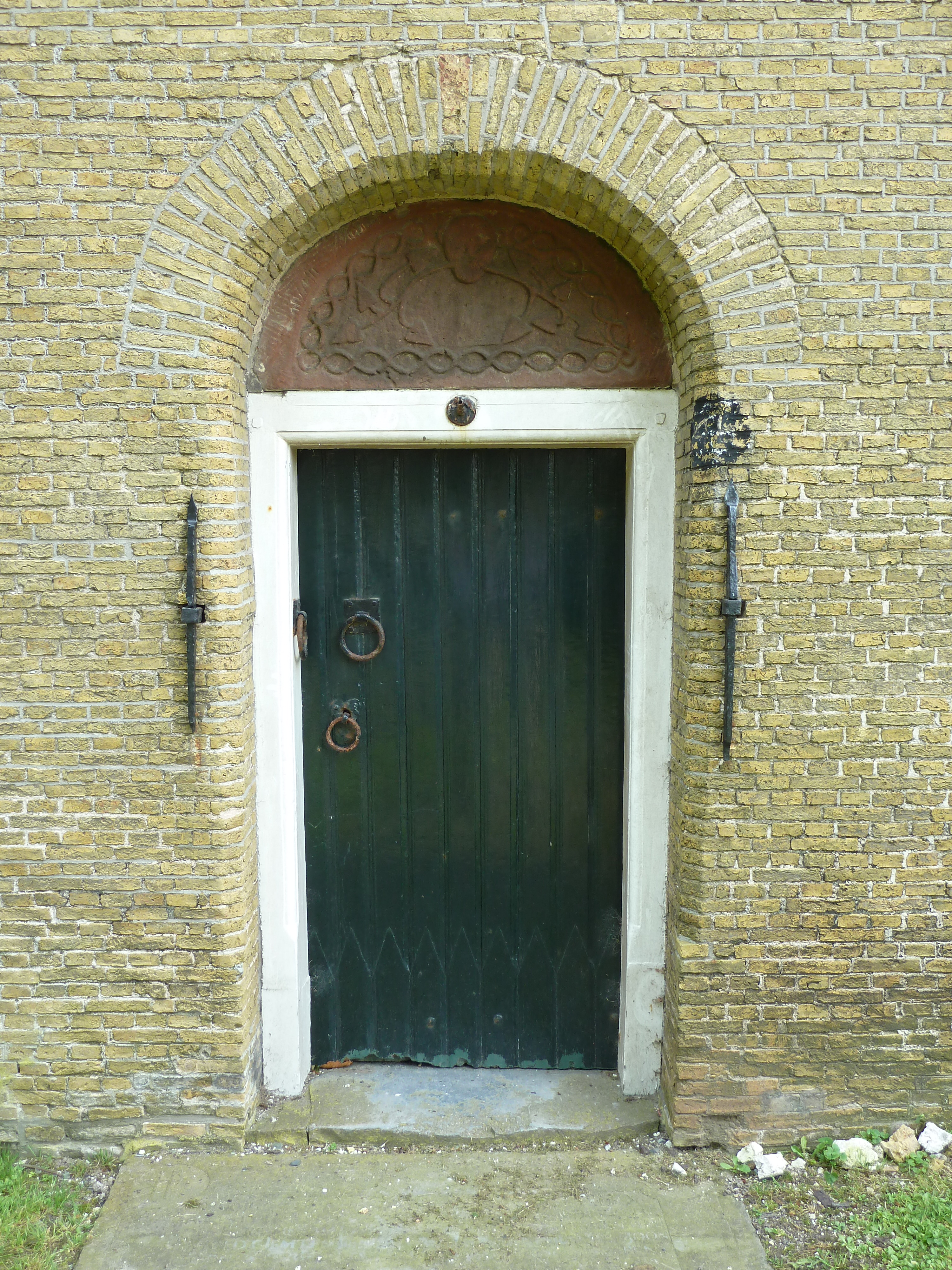
Noordelijke ingang met timpaan van rode zandsteen.